# محمدحسین قاسمی
محمدحسین قاسمی (زاده ۲۳ بهمن ۱۳۶۴) تهیه کننده سینما و تلویزیون و همسر نرگس آبیار نویسنده، کارگردان و نمایشنامه نویس ایرانی است.
محمدحسین قاسمی، برندهٔ سیمرغ بلورین از سی و هفتمین دوره جشنواره فیلم فجر برای فیلم شبی که ماه کامل شد، شد.

## سینما
| سال تولید | عنوان فیلم                                    | تهیه کننده | کارگردان فیلم   |
| ۱۳۹۹      | ابلق                                          | آری        | نرگس آبیار      |
| ۱۳۹۸      | سگ‌بند                                         | آری        | مهران احمدی     |
| ۱۳۹۷      | شبی که ماه کامل شد                            | آری        | نرگس آبیار      |
| ۱۳۹۶      | مصادره                                        | آری        | مهران احمدی     |
| ۱۳۹۵      | نفس                                           | آری        | نرگس آبیار      |
| ۱۳۹۴      | آبجی                                          | آری        | مرجان اشرفی‌زاده |
| ۱۳۹۴      | ناسور                                         | آری        | کیانوش دالوند   |
| ۱۳۹۲      | شیار ۱۴۳                                      | آری        | نرگس آبیار      |
| ۱۳۹۱      | اشیا از آنچه در آینه می‌بینید به شما نزدیکترند | آری        | نرگس آبیار      |
| --------- | --------------------------------------------- | ---------- | --------------- |

## مجموعه نمایش خانگی
| سال پخش | عنوان سریال        | تهیه کننده | کارگردان سریال |
| ۱۳۹۷    | سال‌های دور از خانه | آری        | مجید صالحی     |
| ------- | ------------------ | ---------- | -------------- |

## جوایز و نامزدی‌ها[۲][۳]
| سال  | جایزه                                              | بخش                       | نامزد              | نتیجه    |
| ---- | -------------------------------------------------- | ------------------------- | ------------------ | -------- |
| ۱۳۹۲ | دوره ۳۲ جشنواره فیلم فجر                           | بهترین فیلم               | شیار ۱۴۳           | نامزدشده |
| ۱۳۹۲ | دوره ۳۲ جشنواره فیلم فجر                           | بهترین فیلم از نگاه مردمی | شیار ۱۴۳           | برنده    |
| ۱۳۹۳ | دوره ۸ جشن انجمن منتقدان و نویسندگان سینمای ایران  | بهترین فیلم               | شیار ۱۴۳           | نامزدشده |
| ۱۳۹۴ | دوره ۱۷ جشن سینمای ایران                           | بهترین فیلم               | شیار ۱۴۳           | نامزدشده |
| ۱۳۹۴ | دوره ۳۴ جشنواره فیلم فجر                           | سودای سیمرغ               | نفس                | حضور     |
| ۱۳۹۵ | دوره ۳۴ جهانی فیلم فجر                             | سینمای سعادت              | نفس                | حضور     |
| ۱۳۹۵ | دوره ۱۰ جشن انجمن منتقدان و نویسندگان سینمای ایران | بهترین فیلم               | نفس                | نامزدشده |
| ۱۳۹۶ | دوره ۳۶ جشنواره فیلم فجر                           | سودای سیمرغ               | مصادره             | حضور     |
| ۱۳۹۶ | دوره ۱۷ جشن حافظ                                   | بهترین فیلم               | نفس                | نامزدشده |
| ۱۳۹۷ | دوره ۳۷ جشنواره فیلم فجر                           | بهترین فیلم               | شبی که ماه کامل شد | برنده    |
| ۱۳۹۸ | دوره ۲۱ جشن سینمای ایران                           | بهترین فیلم               | شبی که ماه کامل شد | نامزدشده |
| ۱۳۹٩ | سی و نهمین جشنواره فیلم فجر                        | بهترین فیلم               | ابلق               | نامزدشده |
| ۱۳۹٩ | سی و نهمین جشنواره فیلم فجر                        | بهترین فیلم از نگاه مردمی | ابلق               | برنده    |